# Братство и единство

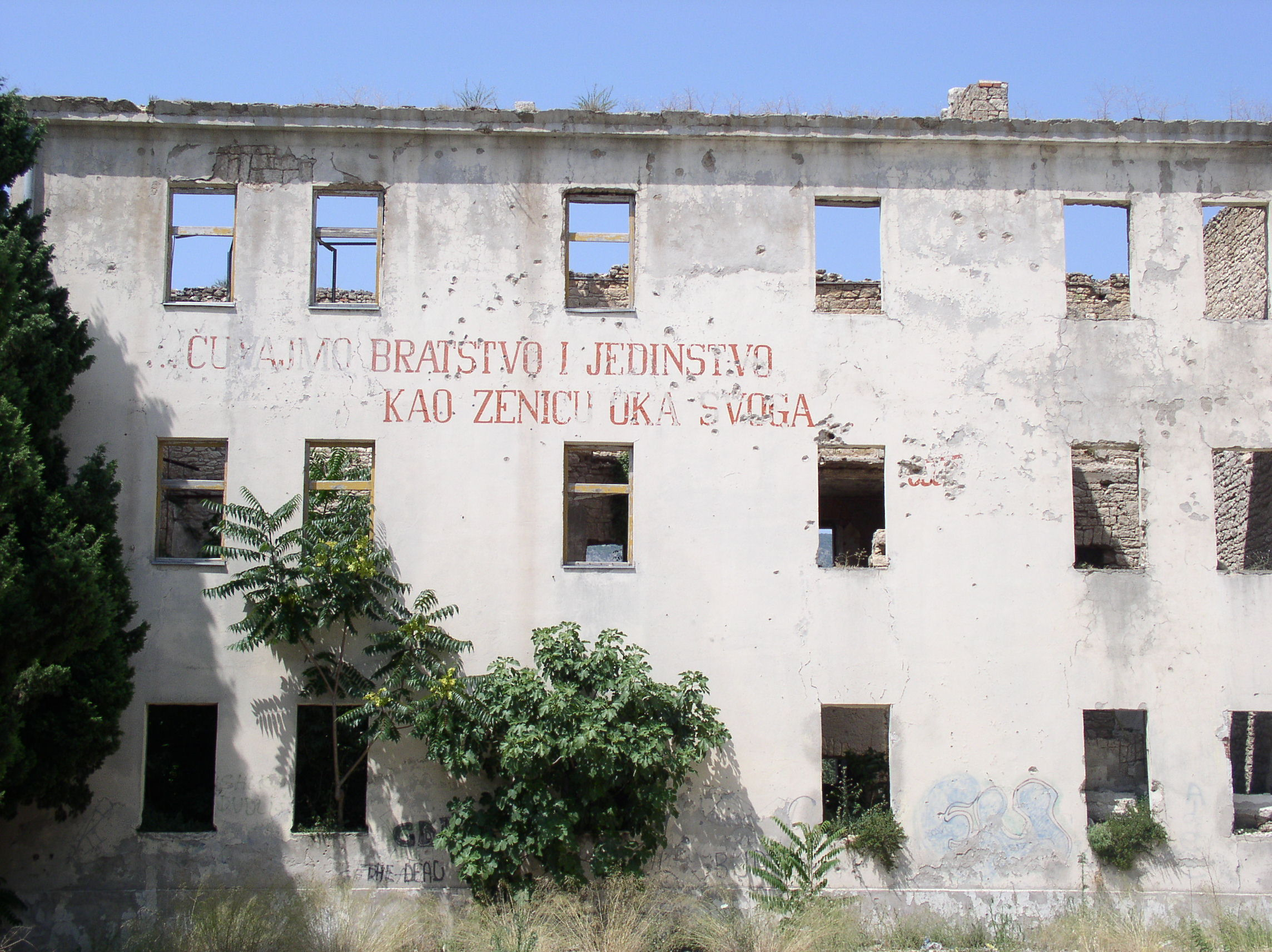
«Надо беречь братство и единство, как зеницу ока» — надпись на здании в Мостаре, разрушенном в ходе Югославских войн.

Братство и единство (сербохорв. Bratstvo i jedinstvo / Братство и јединство, макед. Братство и единство, словен. Bratstvo in enotnost) — популярный лозунг Коммунистической партии Югославии, который был разработан во время Народно-освободительной борьбы Югославии (1941—1945). В дальнейшем эти понятия стали руководящими принципами послевоенной межэтнической политики Югославии.

## История
После раздробления Югославии гитлеровской коалицией и их союзниками в апреле 1941 года захватчики разжигали межнациональную рознь между многими этническими и религиозными группами Югославии. Создание марионеточного государства, так называемого Независимого государства Хорватия и массовые убийства сербов в Хорватии и Боснии и Герцеговине, привели, как утверждали Югославские коммунисты, к попыткам сербской буржуазии превратить вооружённое сопротивление в братоубийственную войну. Понимая, что только освобождённая Югославия могла гарантировать национальную свободу, Югославская коммунистическая партия успешно провозгласила братство и единство югославских народов и национальных меньшинств в их борьбе против фашистских захватчиков и внутренних коллаборационистов. На втором заседании АВНОЮ в 1943 году было принято решение о признании национальных прав всех народов страны, которое было расценено как реализация принципа братства и единства.
После войны лозунг определил официальную политику межэтнических отношений в Социалистической Федеративной Республике Югославии, которая была воплощена в конституциях 1963 и 1974 годов. Политика предписывает, что югославские народы (сербы, хорваты, боснийцы, македонцы, черногорцы) и национальные меньшинства (албанцы, венгры, румыны, болгары и другие) являются равнозначными группами, которые мирно сосуществуют в федерации. Наличие общих черт и взаимозависимости помогает преодолеть национальные конфликты и ненависть. Политика также привела к принятию системы долевого разделения членов государственных учреждений, включая экономические организации, в которых национальные группы были представлены национальным составом республики или края.
По всей бывшей Югославии многие заводы, школы, народные ансамбли, спортивные команды носят имя «Братство и единство», также его носила автотрасса, объединявшая центры республик СФРЮ, Любляна—Загреб—Белград—Скопье.
Некоторые видные личности из бывшей Югославии были признаны виновными за действия, которые, как считают, угрожали братству и единству, такие как акты шовинистической пропаганды или сепаратизм. Среди осуждённых были будущие президенты Боснии и Герцеговины (Алия Изетбегович) и Хорватии (Франьо Туджман и Стипе Месич), хорватский генерал албанского происхождения Рахим Адеми и многие другие. Один косовский албанец, Адем Демачи, находился в тюрьме почти 30 лет по обвинению в шпионаже и сепаратизме.